# Црква Светих апостола Петра и Павла у Араду
Црква Светих апостола Петра и Павла (рум. Biserica Sârbească din Arad) је српска православна црква посвећена Светом Петру и Павлу. Саграђена је у периоду 1698—1702. године, налази се у Араду, а припада епархији темишварској.
У поређењу са првобитним обликом, црква је доживела трансформације посебно у периоду 1790—1822, када је добила ноте актуелног барокног стила који представља. Поседује низ књига и докумената везаних за српско присуство у арадском крају.

## Опис
Грађена је између 1698—1702. године носи отисак ранобарокног стила, градитељи су користили различите материјале из рушевина неких средњовековних грађевина у Араду, што се посебно види у огољеном делу темеља. Између 1790—1822. године извршене су суштинске измене на цркви, проширена је и додат нови олтар. Барокни изглед су украјински мајстори подигли за 4 м, додавши рококо торањ, израђен од бронзаних плоча и на чијем врху је постављен крст причвршћен на позлаћени глобус.
Пиластри са волутастим капителима изнад улаза, као и орнаментика куле, дају барокни изглед целој грађевини. Након укидања сродног гробља у зиду цркве подигнуто је неколико надгробних споменика који носе карактеристике барокног стила.
У унутрашњости се налази шест фресака (четири са библијским сценама, а друге две са историјским сценама), које је поставио на свод и урадио око 1845. године сликар Никола Алексић, који је и осликао иконостас 1863. године. Скулптуре на иконостасу припадају вајару Михају Јанићију.
У светилишту се налази икона коју је израдио занатлија Штефан Тенећи, која представља Богородицу. У цркви се чувају најстарије заставе еснафа у Араду. У цркви је гроб Саве Текеље (1761-1842), српског родољуба.
Око цркве је постојало гробље које је касније укинуто, а у зидове зграде узидани су најважнији споменици, међу којима је и споменик Саве Арсића, бившег градоначелника Арада.

## Историјат
После освајања Арада од стране царских војски којима је командовао принц Еуген Савојски, у граду су били стационирани српски граничари. Српска колонизација је настала као резултат илирских привилегија које је православним Србима дао Леополд I, цар Светог римског царства.
Изградњу српске богомоље финансирао је капетан Јован Поповић Текелија. Црква посвећена Светим апостолима Петру и Павлу добила је данашњи изглед између 1790-1822. године, проширио ју је и уредио Сава Текелија (1761-1842), ктиторов праунук.

## Галерија
- Гроб Саве Текелије у цркви